# Le Silkie
Le Silkie (titre original: The Silkie) est un roman de science-fiction, écrit en 1969 par A. E. van Vogt (Canada).
Ce roman apparaît plutôt comme une mosaïque d'histoires que comme un tout uni. Étant remarquable par les thèmes abordés (un musée de planètes, par exemple), certains amateurs considèrent ce roman comme une œuvre majeure de van Vogt.

## Résumé
Le Silkie est un être métamorphe très puissant qui est amené à affronter différents êtres fantastiques pour assurer sa survie. Par exemple, il affrontera en combat singulier un être qui a vu la naissance de notre univers. Chemin faisant, il apprendra le secret de son origine, tout comme différents secrets de l'univers et parviendra à atteindre l'immortalité.